# Kamil Grosicki
Kamil Paweł Grosicki (polskt uttal: [ˈkamil ɡrɔˈɕit͡skʲi]), född 8 juni 1988 i Szczecin, är en polsk fotbollsspelare som spelar för Pogoń Szczecin.

## Klubbkarriär
Den 31 januari 2020 värvades Grosicki av West Bromwich Albion, där han skrev på ett 1,5-årskontrakt. Den 21 augusti 2021 återvände Grosicki till Pogoń Szczecin, där han skrev på ett tvåårskontrakt med option på ytterligare ett år.

## Landslagskarriär
Grosicki var uttagen i Polens trupp vid fotbolls-EM 2012.